# Ulricehamn (comune)
Ulricehamn è un comune svedese di 22 819 abitanti, situato nella contea di Västra Götaland. Il suo capoluogo è la città omonima.

## Località
Nel territorio comunale sono comprese le seguenti aree urbane (tätort):
- Blidsberg
- Dalum
- Gällstad
- Hökerum
- Hulu
- Marbäck
- Nitta
- Rånnaväg
- Timmele
- Trädet
- Ulricehamn
- Vegby

## Amministrazione

### Gemellaggi
- Lembois
- Mikolajki
- Övre Eiker
- Dobele